# 長谷川伸一
長谷川 伸一（はせがわ しんいち、1963年12月26日 - ）は、日本の元空手選手で、空手道指導者である。山梨県中富町出身。
全日本空手道連盟公認七段（錬士）。全日本空手道連盟糸東会公認七段（特別錬士）。

## 人物
全日本空手道連盟元ナショナルチーム所属。身長168cm、体重69kg。
世界空手道選手権大会団体形6連覇を達成する。ちなみにチームを組むのは門下生の大木格と、弟の行光である。
現在は、山梨県甲府市において「長谷川空手スクール」を主催する。

## 獲得タイトル
- 山梨県新人戦組手の部優勝、形の部準優勝
- 第36回国民体育大会空手道競技少年組手男子の部第4位
- 第37回国民体育大会空手道競技一般男子組手の部軽量級第5位
- 第26回全日本空手道選手権大会個人形第3位
- 第2回フランス国際空手道選手権大会男子組手60kg級優勝
- 第7回アジア太平洋空手道選手権大会団体形優勝
- 第8回アジア太平洋空手道選手権大会団体形優勝
- 第9回アジア太平洋空手道選手権大会団体形優勝
- 第1回アジア空手道選手権大会団体形優勝
- 第2回アジア空手道選手権大会団体形優勝
- 第3回アジア空手道選手権大会団体形優勝
- 第4回アジア空手道選手権大会団体形優勝
- 第5回アジア空手道選手権大会団体形準優勝
- 第6回アジア空手道選手権大会団体形優勝
- 第2回ワールドゲームズ空手道競技男子組手60kg級優勝
- 第7回世界空手道選手権大会男子組手60kg級第3位
- 第9回世界空手道選手権大会団体形優勝、男子組手60kg級第4位
- 第10回世界空手道選手権大会男子団体型準優勝
- 第11回世界空手道選手権大会団体形優勝
- 第12回世界空手道選手権大会男子団体形優勝
- 第13回世界空手道選手権大会男子団体形優勝
- 第14回世界空手道選手権大会男子団体形優勝
- 第15回世界空手道選手権大会男子団体形優勝
- 第16回世界空手道選手権大会男子団体形優勝
- 第2回ワールドカップ団体形準優勝

## 受賞歴
- 第17回野口賞受賞
- やまなしスポーツ賞受賞
- 山梨スポーツ記者会賞受賞
- 文部科学省表彰

## 関連記事
- 空手家一覧
- 糸東流